# Auguste Mercier
Auguste Mercier (Arras, 8 dicembre 1833 – Parigi, 3 marzo 1921) è stato un generale e politico francese, ministro della Guerra nei giorni in cui scoppiò l'Affare Dreyfus.

## Biografia
Militare di carriera, si distingue nella guerra franco prussiana del 1870-1871, restando anche per breve periodo prigioniero del nemico. Diviene poi generale nel 1889 e Grand'ufficiale della Legion d'onore nel 1895. Nel frattempo dà alla politica: cattolico, ma con una moglie inglese e protestante, ha fama di essere un repubblicano progressista e di avere idee moderne. Assume la carica di ministro della Guerra la prima volta nel 1893, nel governo di Jean Casimir-Perier poi, dal 30 maggio 1894 fino al 26 gennaio 1895, nel governo guidato da Charles Dupuy, proprio il periodo in cui esplode l'Affare Dreyfus.

## Il suo ruolo nell'Affare
Informato dall'Ufficio di statistica del ritrovamento del bordereau, e quindi della presenza di un traditore nell'esercito, dà forte impulso alle indagini, anche per accreditarsi come strenuo difensore dell'esercito e rispondere così ai continui attacchi della destra, che lo accusa di proteggere ebrei e spie. Dopo qualche esitazione, grazie anche alla perizia di Alphonse Bertillon, si convince della colpevolezza di Alfred Dreyfus, e fa in modo di ottenere la sua condanna, anche mediante un dossier "segreto" passato ai giudici militari, rivelatosi poi pieno di falsità e inesattezze. È lui a organizzare la spettacolare cerimonia della degradazione, il 5 gennaio 1895, nel tentativo di acquistare credito presso l'opinione pubblica e proporre la sua candidatura a Presidente della Repubblica, senza peraltro raggiungere lo scopo.
Negli anni successivi resta uno dei più implacabili accusatori di Dreyfus, anche allo scopo di proteggere la sua carriera politica, stavolta come rappresentante delle destre. Afferma: «La mia convinzione sulla colpevolezza di Dreyfus dal 1894 a oggi non è mai stata minimamente intaccata, piuttosto si è rafforzata, ed è stata resa ancora più solida dal fallimento di ogni tentativo di provare il contrario, nonostante i tanti milioni di franchi spesi inutilmente». Nel processo di revisione che si tiene a Rennes, nel 1899, spiega ai giudici che esisteva un documento inequivocabile sulla colpevolezza di Dreyfus, firmato dal Kaiser Guglielmo II di Germania in persona, che non era mai stato presentato pubblicamente ai magistrati per evitare una guerra. Contraddetto con decisione in aula da Casimir-Perier, che all'epoca della scoperta del bordereau era Presidente della Repubblica, tiene il punto con vigore, e contribuisce così alla nuova, clamorosa condanna di Dreyfus.

## Gli ultimi anni
Eletto in Parlamento fino alla sua morte come esponente della destra nel collegio della Bassa Loira, Mercier, fedele alle sue idee antidreyfusarde, voterà in più occasioni contro il reintegro nell'esercito di Dreyfus e di Georges Picquart. Fino all'ultimo continuerà a proclamare la colpevolezza di Dreyfus.